# Emma Morano
Emma Martina Luigia Morano (Civiasco, 29 november 1899 – Verbania, 15 april 2017) was een Italiaanse supereeuwelinge, de oudste inwoner van Italië ooit en de op een na oudste Europeaan ooit (na Jeanne Calment). Voor zover bekend was ze gedurende elf maanden de laatste levende persoon die voor 1900 werd geboren. Ze bereikte de leeftijd van 117 jaar en 137 dagen.

## Biografie

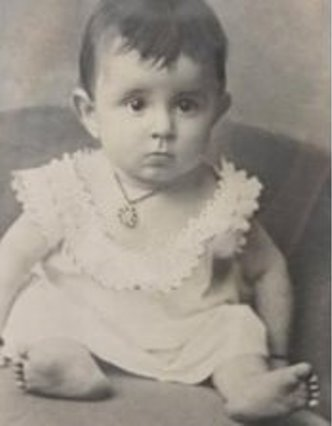
Emma Morano op 1-jarige leeftijd in 1900

Morano woonde haar hele leven lang in de regio Piëmont. Als kind woonde ze in het bergdal Valsesia en ze verhuisde vanwege haar vaders werk daarna naar het iets noordelijker gelegen Val d'Ossola. De luchtkwaliteit was daar echter te ongezond, dus verhuisde de familie Morano naar het dichtbijgelegen Verbania aan het Lago Maggiore, waar ze tot haar overlijden woonde. Emma heeft een verloofde gehad, maar deze overleed tijdens de Eerste Wereldoorlog. In oktober 1926 trouwde ze met Giovanni Martinuzzi, die in 1978 overleed. Ze kregen samen één zoontje in 1937, dat echter na zes maanden al overleed. Rond die tijd verliet Morano haar echtgenoot omdat hij haar voortdurend sloeg.
Tot en met 1954 werkte ze in een jutefabriek in de stad, genaamd Maioni Industry. Ze was ook vaak te vinden in de keuken van het Collegio Santa Maria, een kostschool voor marianisten. Ze werkte daar tot ze haar pensioenleeftijd van 65 jaar in 1964 had bereikt.
De laatste jaren van haar leven woonde Morano alleen in haar appartement, dat ze al sinds de jaren 90 niet meer had verlaten en ook weigerde te verlaten. Haar hoge leeftijd dankte ze naar eigen zeggen aan het eten van minimaal twee rauwe eieren per dag (ze had in totaal meer dan 100.000 rauwe eieren gegeten sinds ze er 90 jaar geleden mee begon), koekjes en single blijven. Volgens Carlo Bava, die meer dan dertig jaar haar huisarts was, waren het echter haar genen die haar zo oud maakten. Tot en met het voorjaar van 2016, toen ze 's werelds oudste mens werd, at ze ook nog kip, maar later in dat jaar stopte ze daarmee omdat ze het niet meer lekker vond en omdat iemand haar had verteld dat het kanker kan veroorzaken.
Sinds de dood van haar landgenote Maria Redaelli op 2 april 2013 - die werd bijna 114 jaar - was de in Verbania woonachtige Morano niet alleen al de oudste Italiaanse, maar ook de oudste Europese mens. Ze was bovendien de laatste levende Italiaanse ingezetene die nog geboren werd tijdens de regeerperiode van koning Umberto I.
Door het overlijden van de 116-jarige Amerikaanse Jeralean Talley op 17 juni 2015 werd ze de op een na oudste mens ter wereld, achter de op dat moment 115-jarige eveneens Amerikaanse Susannah Mushatt Jones. Ze kreeg op haar 116e verjaardag van veel bekende mensen felicitaties, zoals Paus Franciscus en toenmalig Italiaans premier Matteo Renzi. Op 12 mei 2016 overleed Mushatt Jones ook op de leeftijd van 116 jaar, zodat de even oude Morano de oudste werd. Sindsdien was ze tevens officieel de laatste levende persoon die nog vóór 1900 geboren werd.
Op 15 april 2017 overleed Morano in haar leunstoel. Bravo meldde dat ze langzaam 'aan het wegglijden was' omdat ze de laatste weken voor haar dood minder spraakzaam werd. Volgens dezelfde arts zou ze rustig en zonder te lijden overleden zijn.